# KuK (Fernsehsendung)
KuK (Klön und Klaaf) war eine Fernsehsendung des WDR. Sie wurde von dem ehemaligen Redakteur Bernd Klütsch zusammen mit Ralf Abrahamsson konzipiert und von Montag bis Freitag in der Zeit von 18:05 bis 18:30 Uhr live aus dem Düsseldorfer WDR-Studio von 1993 bis 1997 ausgestrahlt.

## Inhalt
Anfangs war das Studio einer Kneipe ähnlich aufgebaut, in der sich unterschiedliche Personen zu Gesprächen einfanden. Ab 1994 wich die Kneipe einem modern gestylten Studio mit dem sogenannten „Kuk-Pit“ als Zentrum, an dem Gespräche geführt wurden und durch ein integriertes Faxgerät Zuschauern die Möglichkeit gab, sich interaktiv an der Sendung zu beteiligen. Neben Interviews mit Prominenten und außergewöhnlichen Persönlichkeiten wurden Einspieler gezeigt, die sich mit aktuellen Themen aus der Düsseldorfer/Kölner Umgebung befassten.
Die Sendung fiel einer Umstrukturierung des WDR-Programms zum Opfer und wurde am 17. Januar 1997 zum letzten Mal ausgestrahlt.

## Regelmäßige Rubriken
- KuK-Krisenkochtipp, kochen für 20 DM
- KuK unter Freunden
- Telezauberei mit Wittus Witt[4]

## Moderatoren
- Thomas Heyer (1993–1997)
- Frank Laufenberg (1995–1997)
- Helmut Rehmsen (1994–1995)
- Christoph Tiegel (1996)
- Stefanie Tücking (1993–1997)

## Gäste (Auswahl)
- Toni Polster (1. Dezember 1993)
- Graham Goble (1. Dezember 1993)
- René Heinersdorff (15. März 1994)
- Steffen Fetzner (12. Juli 1994)
- Egon Hoegen (2. August 1994)
- Ilse Werner (9. Mai 1995)
- Wolfgang Körner (6. Juni 1995)
- Winfried Glatzeder (26. September 1995)
- Jutta Kleinschmidt (12. September 1995)
- Michael Schanze (5. November 1995)
- Gerd J. Pohl (November 1995)
- Maria Schell (November 1995)
- Paul Spiegel (14. November 1995)
- Peter Herbolzheimer (12. Dezember 1995)
- Michael Heltau (2. Januar 1996)
- Barbara Schöne (6. Januar 1996)
- Bata Illic (7. Mai 1996)
- Peter Maffay (9. Juli 1996)
- Cindy & Bert (1. Oktober 1996)